# Оскар Серрано Родрігес
Оскар Серрано Родрігес (ісп. Óscar Serrano Rodríguez, нар. 30 вересня 1981, Бланес) — іспанський футболіст, що грав на позиції півзахисника, зокрема за «Расінг» (Сантандер).

## Клубна кар'єра
У дорослому футболі дебютував 2001 року виступами за команду «Кастельдефельс», в якій провів три сезони.
2004 року перейшов до вищолігового «Еспаньйола», а за рік став гравцем іншого представника Ла-Ліги «Расінга» (Сантандер). У новій команді відразу став основним гравцем середини поля і провів у цьому статусі п'ять сезонів. У сезоні 2010/11 втратив місце в основному складі, утім ще протягом двох років захищав кольори «Расінга» вже як гравець резерву.
Протягом 2012—2013 років захищав кольори ще одного вищолігового клубу «Леванте», у складі команди якого, утім, виходив на поле лише епізодами, а завершував ігрову кар'єру в друголіговому «Алавесі» протягом 2013—2014 років.

## Виступи за збірну
Протягом 2004–2010 років грав за невизнану ФІФА та УЄФА збірну Каталонії.